# 大同生命霞が関ビル

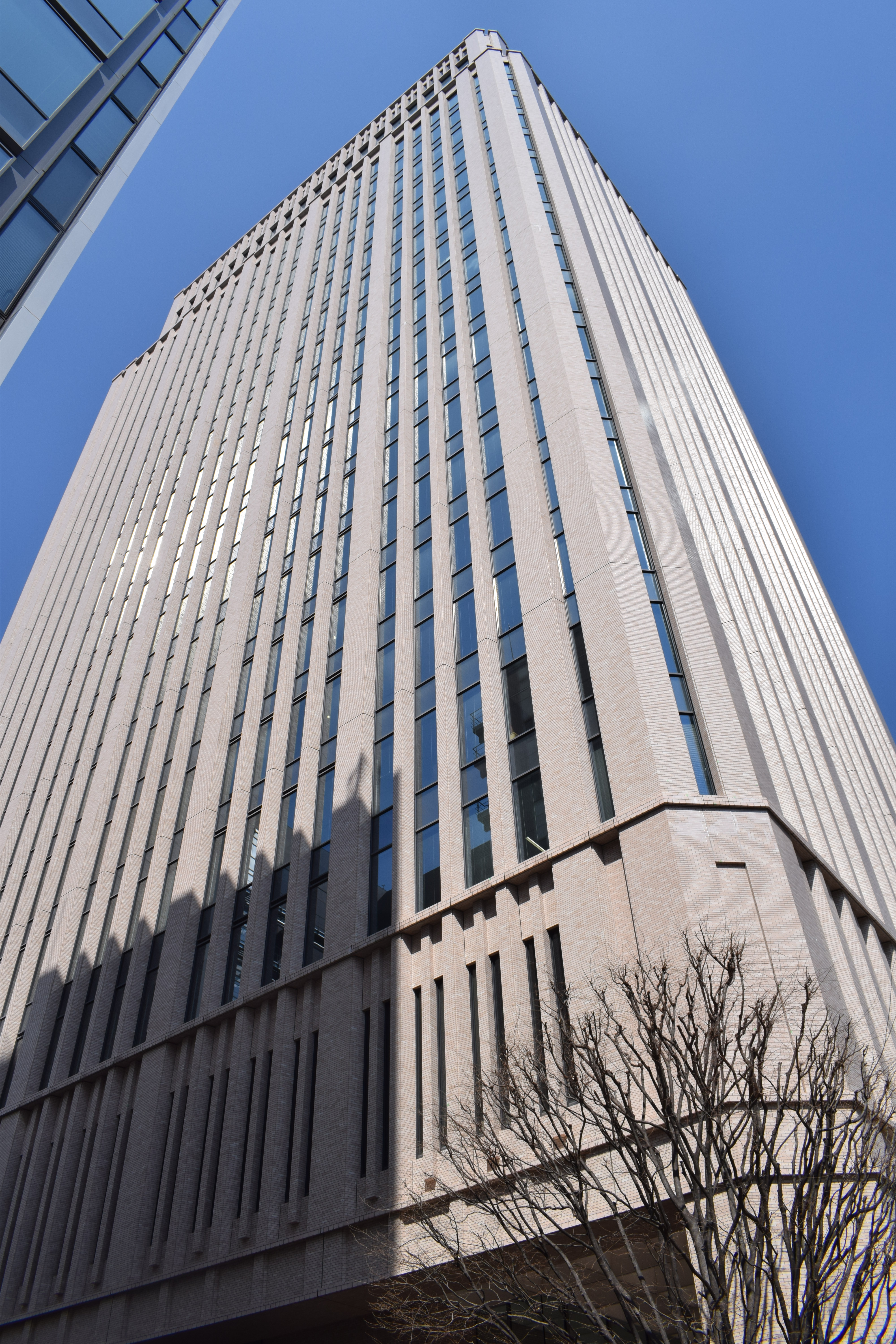
大同生命霞が関ビル（2019年）

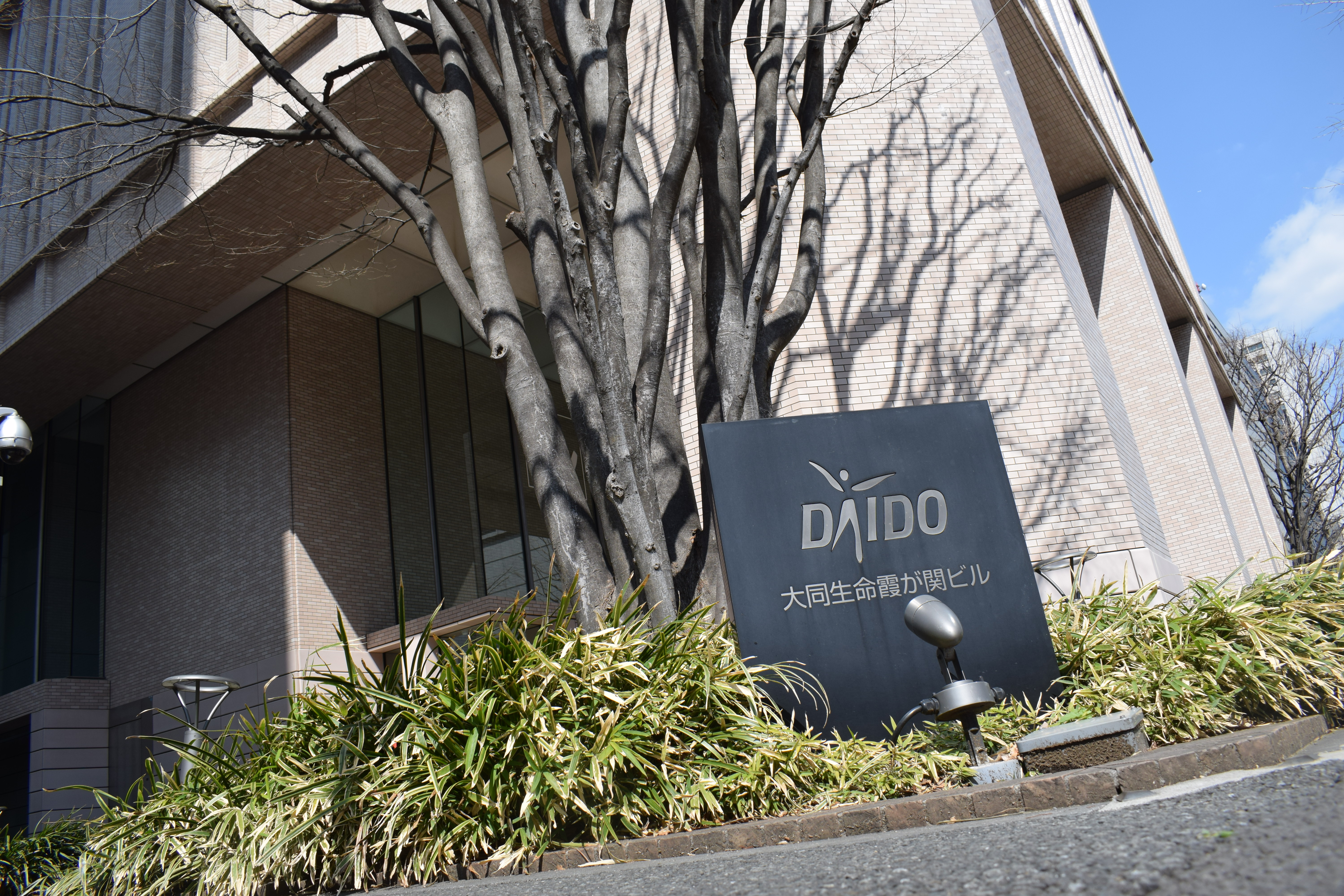
大同生命霞が関ビルの入り口（2019年）

大同生命霞が関ビル（だいどうせいめいかすみがせきビル、英語: Daido Seimei Kasumigaseki Building）は、東京都千代田区霞が関一丁目にある超高層ビル。

## 概要
大同生命の東京における拠点として建設された。霞が関中央官庁地区に隣接し、経済産業省総合庁舎別館の南側に位置する。
大同生命大阪本社ビルと共通したデザインが採用されているが、大阪本社ビルはヴォーリズが設計した旧本社のテラコッタをモニュメントとして残すなど、旧本社ビルのデザインを踏襲して設計されたものであり、大同生命霞が関ビルにもそのイメージが間接的に伝えられていると言える。外観は、古典的な三層構成を採用し、外装はタイル貼りとされている。

## 建物概要
- 階数：地上20階、塔屋2階、地下1階
- 建物高さ：最高部 - 104.80m
- 延床面積：22,873m2
- 構造：S造、SRC造、RC造
- 建築主：大同生命保険
- 設計：日建設計
- 施工：竹中工務店、大林組、大成建設、清水建設、錢高組、西松建設JV
- 竣工：2003年7月

## 主なテナント
- イリーコーヒー（1階）
- オンズホールディングス（3階）
- オンズコンフィアンス（3階）
- オンズリーヴェスト（3階）
- アイアルオンズ（3階）
- テックササキ 東京支店（4階）
- アテックス（4階）
- 農心ジャパン（4階）
- 農心東京事務所（4階）
- パートナーズ・グループ 日本駐在員事務所（5階）
- 日本公証人連合会（5階）
- ベトナム航空日本支社（6階）
- 世界知的所有権機関（WIPO）日本事務所（7階）
- 日本プラントロニクス（8階）
- リクルートキャリアコンサルティング本社（9・10階）
- ブロケード コミュニケーションズ システムズ日本法人本社（11階）
- 読売新聞東京本社 経済部霞が関分室（11階）
- 双日（13階）
- 川崎近海汽船本社（13・14階）
- 環境省地球環境局（17階）
- 日本コンベンションサービス本社（18階）
- 消防試験研究センター本部（19階）